# 開発法
開発法（かいはつほう）とは、不動産鑑定評価等において土地の価格を求める手法の一つである。デベロッパーの投資採算性に着目した手法と言われる。以下、基本的に不動産鑑定評価基準による。

## 概要
更地の価格は、取引事例比較法による比準価格と土地残余法による収益価格とを比較考量して求めるものとされている。なお、再調達原価が把握できる場合は原価法も関連づけて決定すべきものである。
これらの手法に加えて開発法が適用される場面としては、評価対象の更地の面積が近隣地域の標準的な土地の面積に比べて大きい場合が挙げられている。この場面は、想定内容によってさらに2つに分けられ、それぞれ次の価格を求める。
1. 一体利用をすることが合理的と認められるときは、価格時点において、当該更地に最有効使用の建物（日本の場合は一般的にマンション）が建築されることを想定し、販売総額から通常の建物建築費相当額及び発注者が直接負担すべき通常の付帯費用[2]を控除して得た価格
2. 分割利用をすることが合理的と認められるときは、価格時点において、当該更地を区画割りして、標準的な宅地とすることを想定し、販売総額から通常の造成費相当額及び発注者が直接負担すべき通常の付帯費用を控除して得た価格

開発法の基本式を示すと次のようになる。
{\displaystyle P={\dfrac {S}{(1+r)^{n_{1}}}}-{\dfrac {B}{(1+r)^{n_{2}}}}-{\dfrac {M}{(1+r)^{n_{3}}}}}
P:開発法による価格、S:販売総額、B:建物の建築費又は土地の造成費、M:付帯費用、r:投下資本収益率、n1:価格時点から販売時点までの期間、n2:価格時点から建築代金の支払時点までの期間、n3:価格時点から付帯費用の支払時点までの期間

## 留意点
冒頭述べたとおり、デベロッパーの投資採算性に着目した手法と言われ、各種の想定が適正に行われたときは、取引事例比較法等によって求めた価格の有力な検証手段となりうることから、比較考量すべきものとされた。
特にマンションの敷地は一般に法令上許容される容積の如何によって土地価格が異なるので、敷地の形状、道路との位置関係等の条件、建築基準法等に適合した建物の概略設計、配棟等に関する開発計画を想定し、これに応じた事業実施計画を策定することが必要である。
日本の状況としては、商業地等としての分譲が一般的とは言い難いことから、上記のとおり想定が住宅地としてのものが主に考えられ、開発法が適用される対象も主に住宅地となっている。

## 類似の手法と宅地見込地
不動産鑑定評価基準上、宅地の価格を求める手法と位置づけられているが、宅地に転換しつつある宅地見込地でも類似の手法が定められている。これは、「造成後・転換後の更地を想定し、その価格から通常の造成費相当額及び発注者が直接負担すべき通常の付帯費用を控除し、その額を当該宅地見込地の熟成度に応じて適切に修正して得た価格」というものである。上記開発法の基本式で言えば、「S - B - M」に相当する計算をし、それを「造成後・転換後」までの過程に応じて修正するという形となる。